# 对价
合同代價（英語：consideration），又称做约因，是普通法系合同法中的重要概念，其内涵是一方为换取另一方做某事的承诺而向另一方支付金钱或做出其他承诺。

## 内涵
对价从法律上看是一种等价有偿的允诺关系，而从经济学的角度说，对价就是利益冲突的双方处于各自利益最优状况的要约而又互不被对方接受时，通过两个或两个以上平等主体之间的妥协关系来解决这一冲突。换句话说，在两个以上平等主体之间由于经济利益调整导致法律关系冲突时，矛盾各方所作出的让步。这种让步也可以理解为是由于双方从强调自身利益出发而给对方造成的损失的一种补偿。
一项有效的对价必须具备以下条件：
1. 对价必须是合法的。
2. 对价必须是待履行或已履行的对价，但不能是过去的对价。
3. 已经存在的义务和法律上的义务不能作为对价。
4. 对价须具有真实价值，但不要求充足，相等。
5. 对价必须来自受允诺人包括其代理人。

## 例子

### 代表性的例子
- 若A与B签署一份合同，A承诺从B处购买一辆车并付出5000美金，那么A的对价即是这5000美金，而B的对价就是这辆车。
- 此外，若两人又达成一份合同，A装饰B的房子而获得500美金的报酬，那么A的对价就是装饰房屋的服务，而B的对价则是其所支付的500美金。
- 另外一种情况，若A与B订立契约，商定A的房屋必须使用白色，而B则每年为此支付500美金，这同样存在对价，尽管A并没有直接的作为某种行为，但其承诺不作为特定的行为（而他本有权这样做），那么A同样付出了对价。A的对价就是在装饰房屋时不得使用白色之外的其他颜色，而B的对价则是每年支付500美金。
- 若A与B所签订的合同中，A不需要支付B车款，此时B的对价仍是这辆车，但A并没有付出对价，则这样的合同在法律上不成立，即不会被强制执行。

### 中华人民共和国的股权分置
把这一概念引入股权分置改革，其基本含义是未来非流通股转为可流通时，由于会导致流通股股价下跌，因此，流通股股东同意非流通股可流通的同时，非流通股股东也要对这一行为发生时将充分保护流通股股东的利益不受损作出相应承诺。显然，这实际上是双向承诺。其目的要是展望中华人民共和国股市必然并轨的未来，尤其保护中小股东的利益。
把对价这一法律概念引入中华人民共和国的股权分置改革，其特殊内涵如下：
1. 对价的双方是流通股和非流通股两类股东。
2. 对价的标的物是非流通股的可流通权。未来非流通股要流通，导致流通股股价下跌，会给股民造成非流通股可流通的风险或损失，非流通股股东可流通权的获得必须要与股民对价才能实现。
3. 对价的前提是：一方为达其经济利益的最优化对可能给另一方造成的损失给予一个承诺来进行保护。

在欧美股市中，上市公司发起人股东持有股份的可流通属性是与生俱来的，非流通股到时候就流动出来，并不受与中小股东对价的约束。中华人民共和国特殊的政策原因，导致上市公司发起人大股东在其持有的股份转入可流通问题上信息披露不充分，对这一给社会公众股东肯定会造成的风险既没披露，更无防范措施公示。因此，中华人民共和国非流通股要获得流通权就必须要靠和流通股股东对价、通过赎买或者承诺才能实现。